# Philippe Crouzet
Philippe Crouzet (Neuilly-sur-Seine, França, 18 de outubro de 1956) é Presidente do Grupo Vallourec desde abril de 2009.  

## Formação acadêmica
Philippe Crouzet é formado em Direito e doutor em Administração. Crouzet formou-se com honras no Instituto de Estudos Políticos (Institut d’Études Politiques) e na Escola Nacional de Administração (École Nationale d’Administration). 

## Currículo profissional

### Maître des Requêtes
Philippe Crouzet iniciou a sua carreira profissional como “Maître des Requêtes”- do Conselho de Estado (Conseil d’Etat), a mais alta jurisdição administrativa francesa. 

### Saint-Gobain
Em 1986, entrou no grupo Saint-Gobain como Diretor de Planejamento e, três anos mais tarde, assumiu o cargo de Diretor Executivo na fabricante de papel Condat (1989). Em 1992, foi nomeado Diretor Executivo do grupo,  na Espanha e Portugal, e Conselheiro da Cristalería Española  . Foi promovido a Diretor da divisão mundial de Plásticos e Cerâmicas Industriais, em 1996 . 
Em 2000, foi nomeado Diretor Executivo Adjunto da Saint-Gobain, responsável pelas Finanças, Sistemas de Iinformação e Compras. Em 2005, foi nomeado Diretor Executivo Adjunto, responsável pelo setor de Distribuição de Materiais de Construção, o maior setor do grupo. 

### Vallourec
Em 2008, Philippe Crouzet entrou na Vallourec, uma empresa francesa produtora de tubos de aço sem costura, com €5 bilhões de faturamento e mais de 23 mil empregados no mundo. Durante o seu primeiro ano, fez parte do Conselho Consultivo da Vallourec.  Em 2009, foi nomeado Presidente do Grupo, o mais importante posto executivo da empresa. Em 2012, foi reeleito para dirigir a empresa por um segundo mandato de 4 anos . 

## Trabalho voluntário
Philippe Crouzet é fundador e presidente da ARES, uma organização dedicada à integração de pessoas com deficiência no mundo profissional . 

## Títulos
Philippe Crouzet é Cavaleiro da Ordem da Legião de Honra Francesa. 
Em 2012, Philippe Crouzet foi premiado com a “Grande Medalha da Inconfidência”   do estado brasileiro de Minas Gerais. Esta condecoração, máxima distinção de Minas Gerais, presta homenagem às empresas, instituições e pessoas públicas que tenham contribuído para o desenvolvimento do estado e do Brasil. 
Apaixonado pelas Artes, Crouzet faz parte dos Conselhos de Administração de “L’Opéra-Comique” e do “Théâtre de la Ville”, duas das mais importantes instituições culturais em Paris (França). 